# Gideon Sa’ar

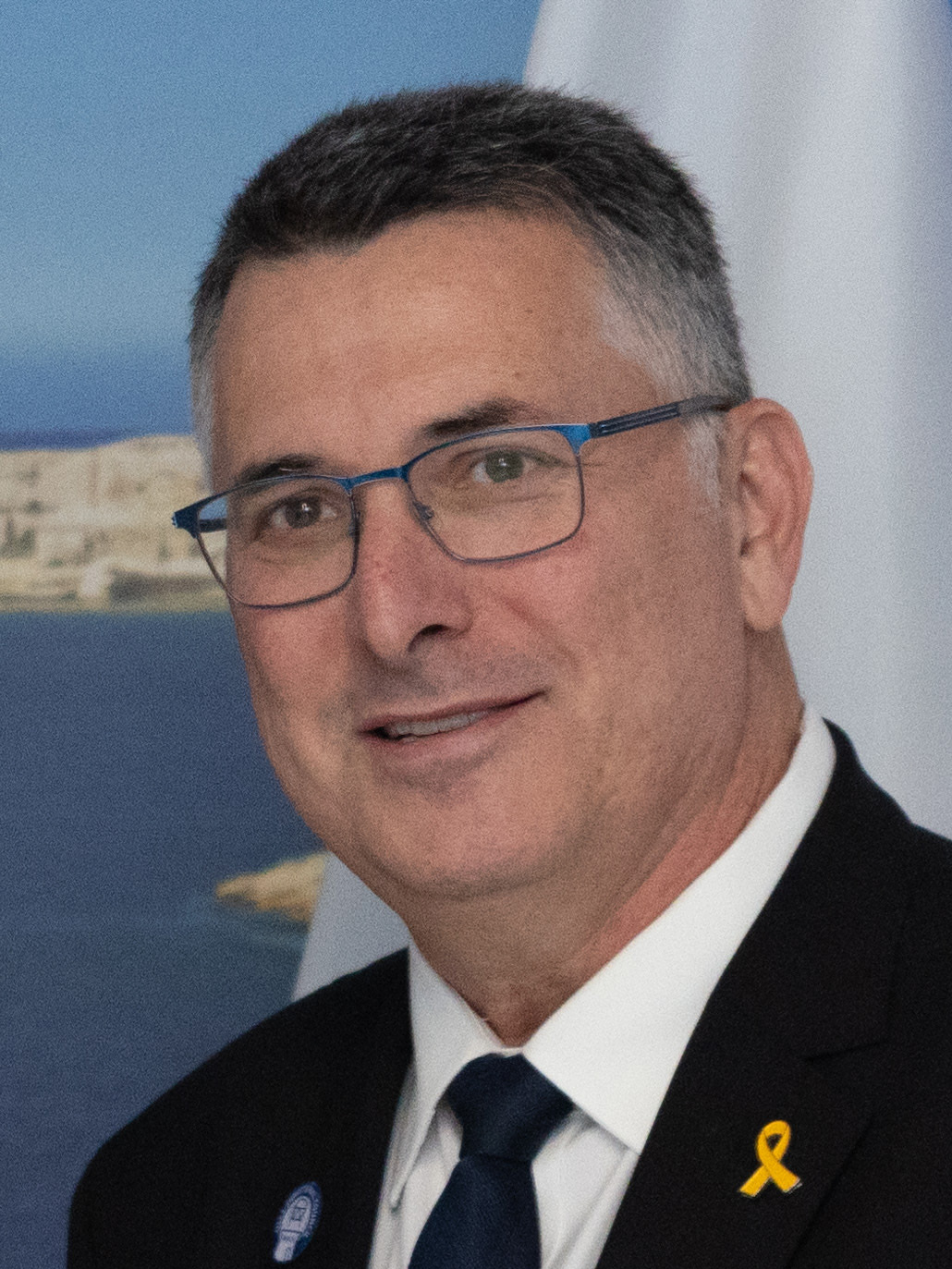
Gideon Sa’ar (2024)

Gideon Sa’ar (גדעון סער; * 9. Dezember 1966 als Gideon Moses Serchanski in Tel Aviv) ist ein israelischer Politiker der Partei Neue Hoffnung. Von Juni 2021 bis Dezember 2022 war er israelischer Justizminister und stellvertretender Ministerpräsident im Kabinett Bennett-Lapid.
Als Mitglied der nationalkonservativen Likud-Partei war er von 2003 bis 2014 Mitglied der Knesset, 2009–2013 Bildungsminister und 2013–2014 Innenminister Israels. Nach einer gescheiterten Kandidatur um den Vorsitz des Likud gründete Sa’ar im Dezember 2020 die Partei Neue Hoffnung.
Am 5. November 2024 entließ der israelische Ministerpräsident Netanjahu Verteidigungsminister Gallant, ernannte den bisherigen Außenminister Katz zum neuen Verteidigungsminister und Gideon Sa’ar zum Außenminister im Kabinett Netanjahu VI.

## Leben
Sa’ar wurde in Tel Aviv geboren, besuchte dort das Neue Gymnasium und studierte Jura an der Universität Tel Aviv, wo er einen Bachelor-Abschluss erwarb.
Im Mai 2013 heiratete Sa’ar die Nachrichtenmoderatorin Geula Even, die viele Jahre die Hauptnachrichten im israelischen Fernsehen moderierte. Sa’ar hat vier Kinder – Daniella und Alona aus seiner ersten Ehe, und David und Shira aus seiner Ehe mit Even.

## Politische Laufbahn
Als Jugendlicher war Sa’ar Mitglied der rechtsradikalen Organisation Techija, die 1982 gegen die Räumung der israelischen Siedlungen auf der Sinai-Halbinsel nach dem Camp-David-Abkommen protestierte.
Er war von 2003 bis zu seinem zeitweiligen Rückzug 2014 Mitglied der Knesset. Von 2009 bis 2013 war er Bildungsminister. 2009 ließ er die Nakba aus arabischsprachigen israelischen Schulbüchern streichen.
Von 2013 bis 2014 war Sa’ar Innenminister im Kabinett von Benjamin Netanjahu. Im September 2014 verkündete seinen Rückzug aus der Politik mit der Begründung, mehr Zeit für seine Familie haben zu wollen. Parteifreunde vermuteten allerdings politische Motive. 
Seit April 2019 ist er erneut Knesset-Abgeordneter. Im November 2019 erklärte Sa’ar im Zuge vergeblicher Bemühungen um eine Regierungsbildung und im Anschluss an die Anklageerhebung gegen Netanjahu, dass er im Falle des Zusteuerns auf einen dritten Wahlgang Vorwahlen bei der Likud-Partei fordere, bei denen er als Parteichef kandidieren werde. Saar verlor die Abstimmung um den Parteivorsitz mit 71,5 % zu 28,5 % der abgegebenen Stimmen.
Am 8. Dezember 2020 kündigte er an, den Likud zu verlassen und sein Knesset-Mandat niederzulegen.
Bei der Wahl zur 24. Knesset am 23. März 2021 gelang ihm der Wiedereinzug. Ab dem 13. Juni 2021 bekleidete er bis Dezember 2022 das Amt des Ministers für Justiz in der 36. Regierung Israels und war an der Regierungskoalition mit seiner Partei Tikwa Chadascha (Neue Hoffnung), beteiligt. Er war ebenfalls stellvertretender Ministerpräsident.
Einige Tage nach dem Beginn des Krieges in Israel und Gaza 2023 forderte Sa'ar, als Minister ohne Geschäftsbereich in das Kriegskabinett berufen zu werden, wogegen Benny Gantz Widerstand leistete.

## Politische Positionen
Sa’ar gilt manchen Kommentatoren als »liberal-konservativ«; als sein Vorbild gilt der israelische Staatsgründer David Ben-Gurion. Andere bezeichneten ihn wegen seiner Positionen und seiner »enthusiastischen Unterstützung« der rechtsextremen Organisation Im Tirtzu als »rechtsgerichteten Ideologen«.
Sa’ar ist gegen einen Palästinenser-Staat. Er lehnte Ariel Scharons 2005 umgesetzten Abkoppelungsplan zum Abzug aus dem Gazastreifen ab. Während sich Netanjahu in einer Rede 2009 für eine Zweistaatenlösung im Nahostkonflikt aussprach, erklärte Sa’ar, dass dies nie Teil des Likud-Programms gewesen sei. Im April 2018 erklärte Sa’ar, dass die Zweistaatenlösung für den Frieden im Nahen Osten nicht mehr relevant sei. Es sei „geradezu Wahnsinn“, neben Israel einen palästinensischen Staat zu errichten, der ein gescheiterter Staat im Entstehen sei. Israel müsse „vom Fluss bis zum Meer“ in jüdischer Hand bleiben.
Sa’ar tritt für die Annexion von Teilen des besetzten Westjordanlandes an Israel ein.
Im November 2019 warnte er vor der Absicht von Blau-Weiß, eine Minderheitsregierung mit Unterstützung der arabischen Parteien zu bilden. „Eine Minderheitsregierung, die gebildet wird, indem man sich auf Gegner des Zionismus verlässt, wird nicht in der Lage sein, die Herausforderungen der nationalen Sicherheit Israels zu bewältigen.“
Im Zuge des Terror-Angriffs der Hamas auf Israel forderte Sa'ar, dass der Gazastreifen nach einem israelischen Sieg territorial „kleiner sein“ müsse.